# Loli Bahia
Dolorès-Bahia é uma modelo e atriz francesa . Bahia estreou na passarela em 2020, no desfile da Louis Vuitton .  Em janeiro de 2023, a Bahia foi a mais recente embaixadora da marca Yves Saint Laurent Beauty.  Em setembro de 2023, ela se tornou o rosto da campanha de prêt-à-porter da Chanel para o outono-inverno 2023-24. 